# سیارک ۶۹۷۵۴
سیارک ۶۹۷۵۴ (به انگلیسی: 69754 Mosesmendel، نامگذاری:1998MM39)۶۹۷۵۴مین سیارک کشف شده‌است که در ۲۶ ژوئن ۱۹۹۸ کشف شد.